# Vrbice (Hořovičky)
Vrbice (Duits: Fürwitz of Fürwitz bei Deutschhorowitz) is een Tsjechische plaats in de gemeente Hořovičky in de regio Midden-Bohemen en maakt deel uit van het district Rakovník.
Vrbice telt 38 inwoners (2021).

## Geografie
De Očihoveckýbeek stroomt door het noordelijk deel van het dorp. Langs de weg van Běsno naar Děkov loopt de grens van het Džbán-natuurpark.

## Geschiedenis
De eerste schriftelijke vermelding van Vrbice dateert van 1275.
Sinds 2003 is Vrbice onderdeel van de gemeente Hořovičky.

## Bezienswaardigheden
- Kerk van de Verheffing van het Heilig Kruis;
- De in 2013 ontdekte restanten van het fort.[4]

## Galerij

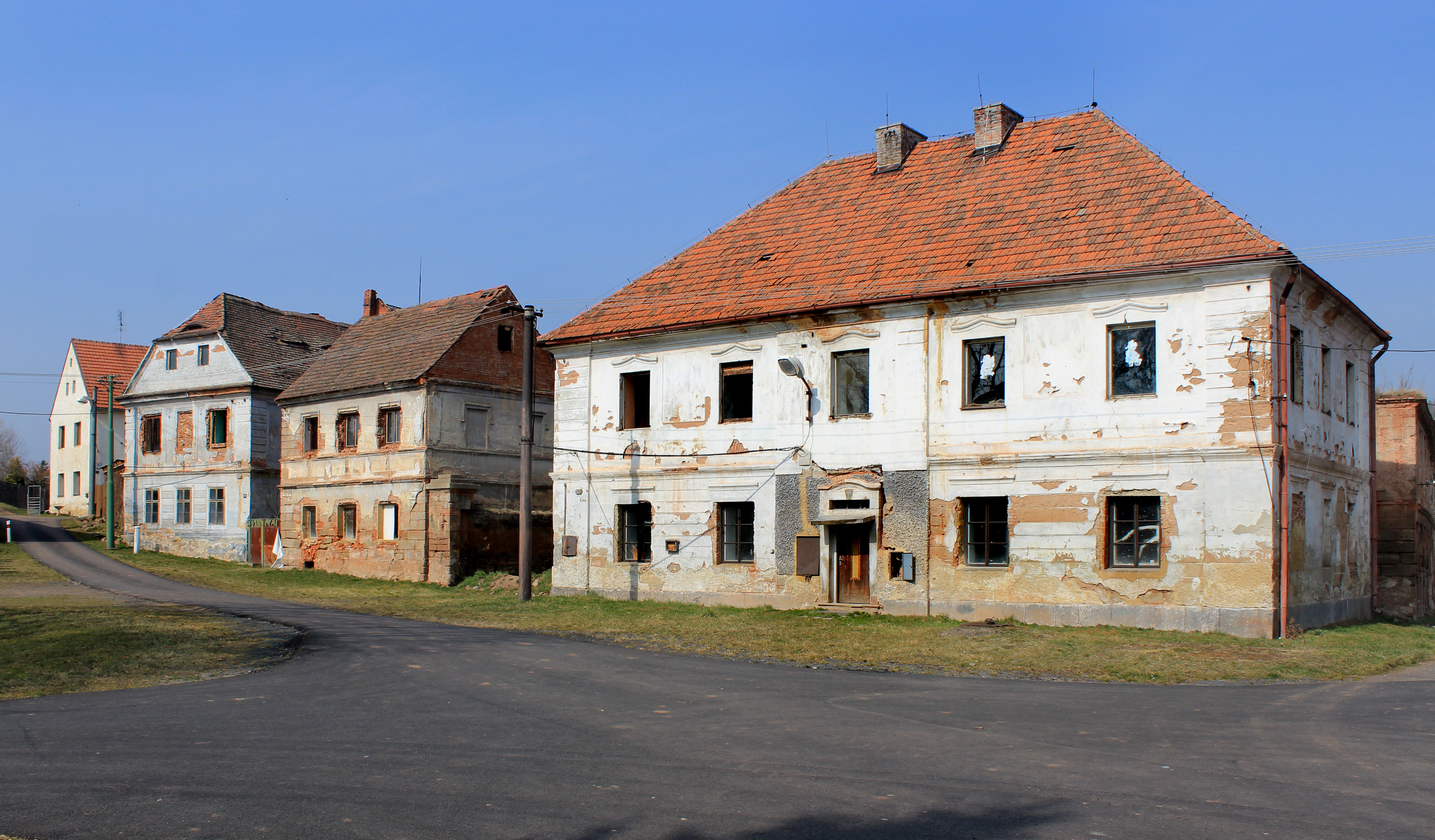
Dorpsplein
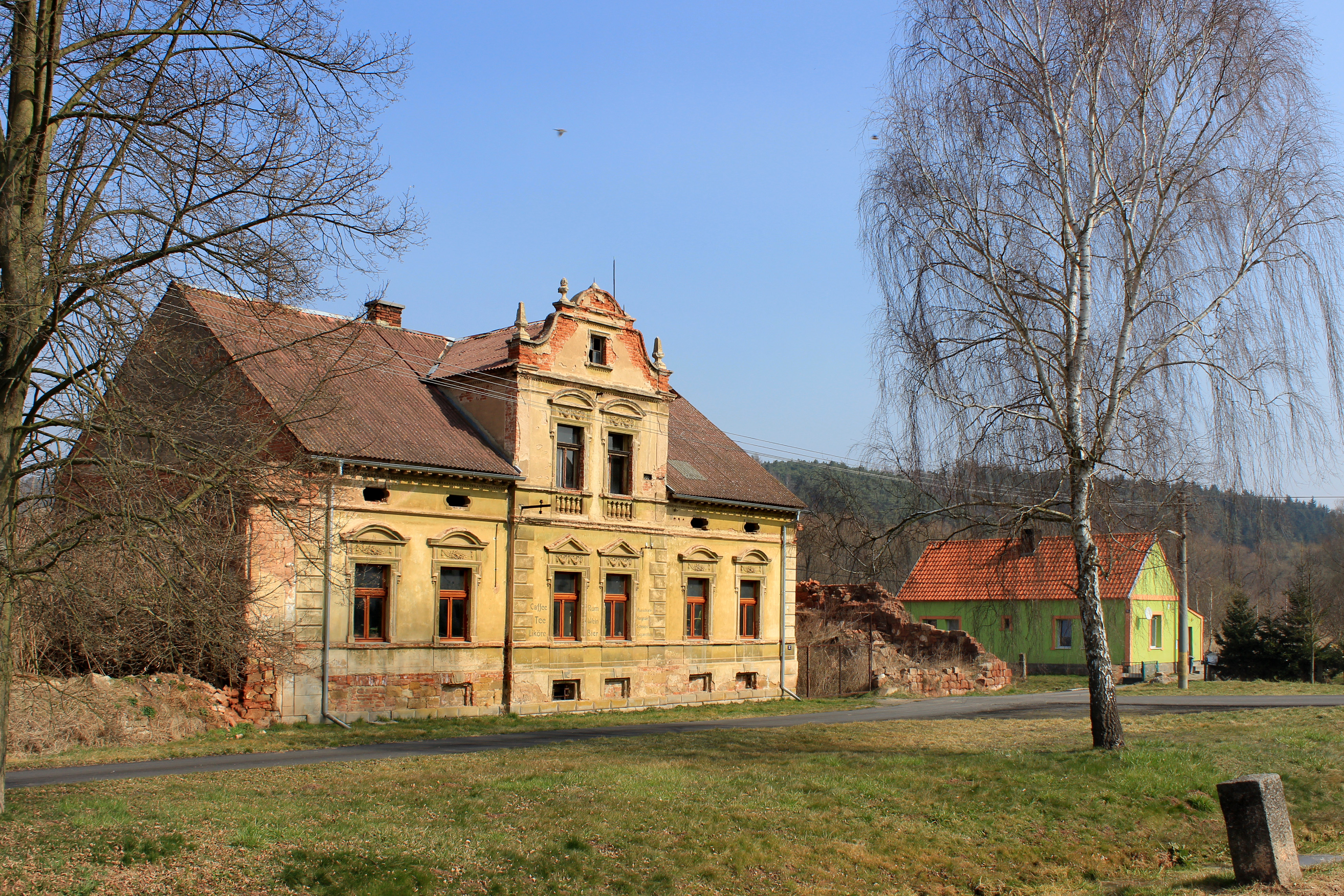
Huizen nabĳ het dorpsplein
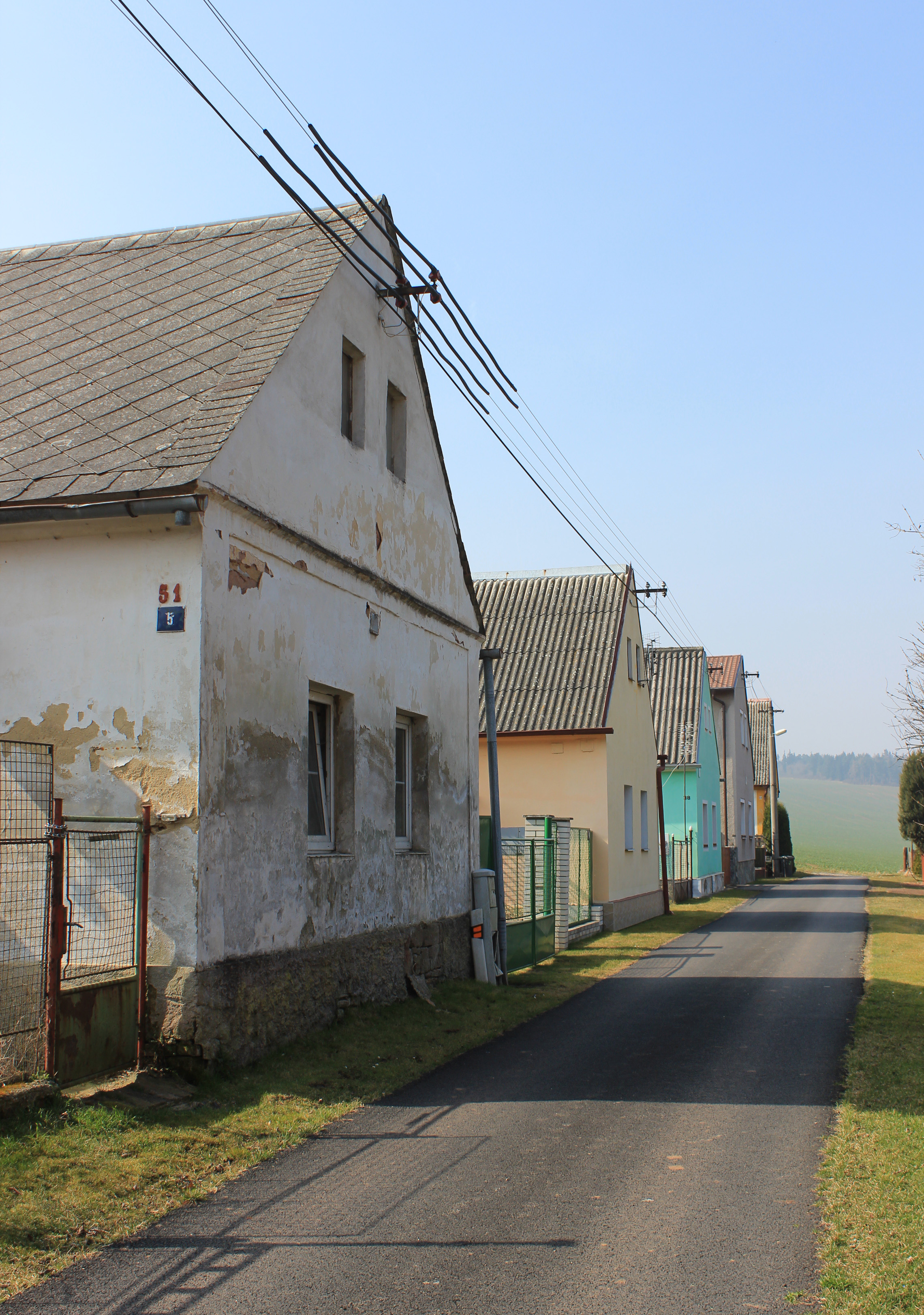
Zĳstraat in het dorp
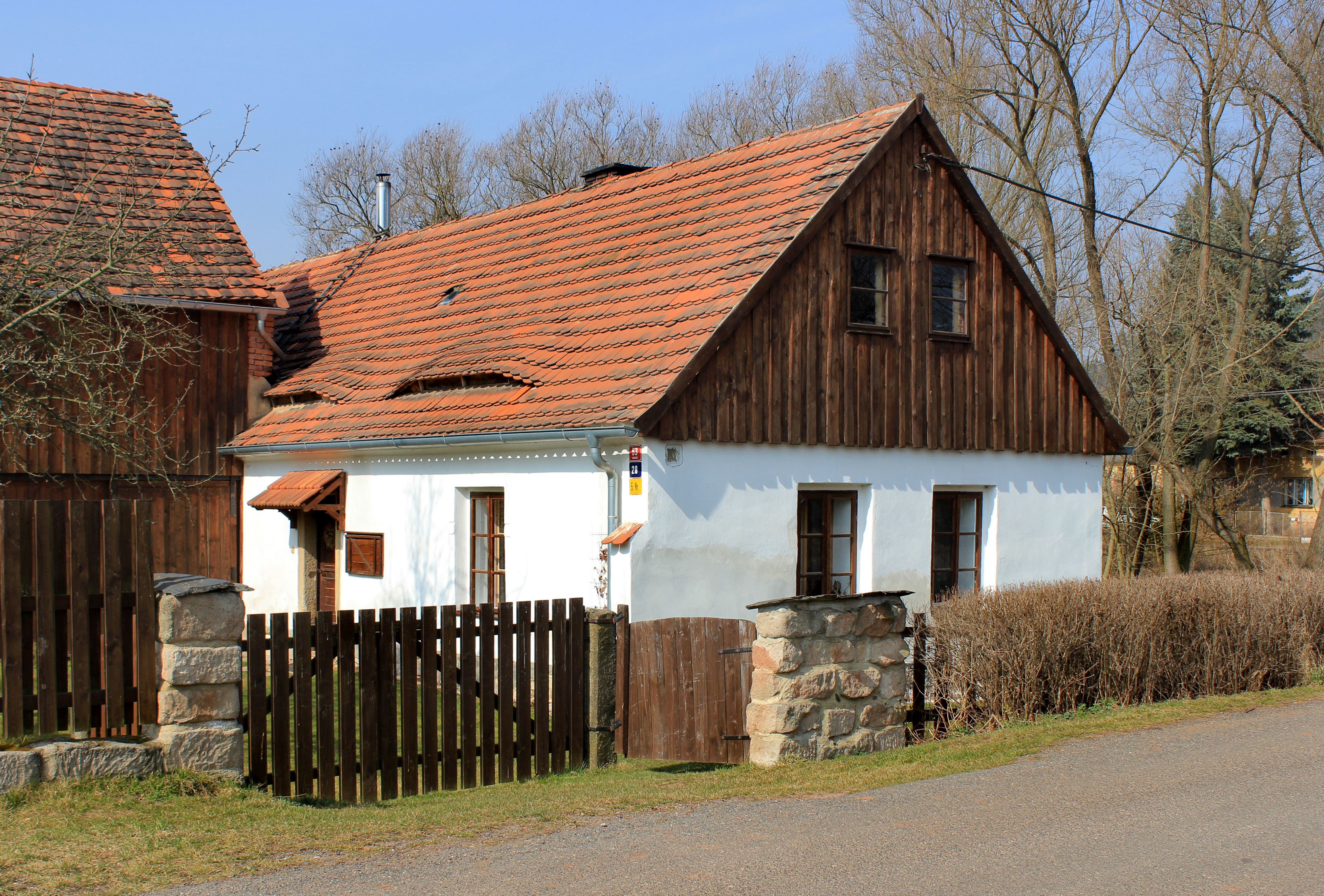
Huis in Vrbice